# 傑維斯海角
傑維斯海角（英語：Cape Jervis）為於南澳大利亞州弗勒里厄半島最西端的海角，與同名的市鎮相距0.7 km（0.43 mi）。它亦是聖文森特灣東面的入口  。